# Jesús de Nazaret. Desde el bautismo en el Jordán a la transfiguración
Jesús de Nazaret. Desde el bautismo en el Jordán a la transfiguración (Jesus von Nazareth. Von der Taufe im Jordan bis zur Verklärung, título original en alemán) es un libro escrito por el papa Benedicto XVI y publicado en el año 2007, siendo esta la primera parte a la trilogía dedicada a la vida de Jesús de Nazaret. Benedicto XVI en este libro reflexiona sobre la figura de Jesucristo en calidad de teólogo. El libro cubre gran parte del ministerio público de Jesús, desde su bautismo en el río Jordan, el sermón de la montaña, las parábolas, la vocación de los apóstoles, la confesión de Pedro y la transfiguración.
El libro se detiene antes de la entrada de Jesús en Jerusalén y la posterior Pasión y Resurrección , que son los temas principales del segundo volumen, Jesús de Nazaret. Desde la entrada en Jerusalén hasta la resurrección, que se publicó el 15 de marzo de 2011. 
El tercer y último volumen, Jesús de Nazaret: La infancia de Jesús, que se publicó el 21 de noviembre de 2012.